# Zoran Nikolić
Zoran Nikolić (in montenegrino Зоран Николић; Nikšić, 1º aprile 1996) è un cestista montenegrino.

## Carriera
Con il Montenegro ha disputato i Campionati europei del 2022.

## Palmarès
- Campionato montenegrino: 3

Budućnost: 2016-17, 2018-19, 2020-21
- Coppa del Montenegro: 5

Budućnost: 2017, 2018, 2020, 2021, 2022
- Lega Adriatica: 1

Budućnost: 2017-18